# بيتر بول (كاتب)
بيتر بول (بالسويدية: Peter Pohl)‏ هو كاتب للأطفال وكاتب ومحاضر سويدي، ولد في 5 ديسمبر 1940 في هامبورغ في ألمانيا.

## وصلات خارجية
- الموقع الرسمي